# 江左七賢
江左七賢（朝鮮語: 강좌칠현）または竹林七賢（죽림칠현）、竹林高会（죽림고회）、海左七賢（해좌칠현）は高麗後期の鄭仲夫の武臣政権期に、下記の7人が中国の「竹林の七賢」になぞらえて組織した詩会である。

## 概要
参加した7人は以下の通り。
- 李仁老
- 林椿（朝鮮語版）
- 呉世才
- 趙通
- 皇甫抗
- 咸淳
- 李湛之

「竹林高会」という名称は崔滋の『補閑集』の跋に出現したものである。記述によれば、李仁老は翰林院で才能を認められ、誥院に移った。そこにいた14年間に李はよく林椿と呉世才と交遊したため、三人がこの集まりを「竹林高会」としたという。 李奎報の『七賢説』によれば、彼らは酒にふけており、世間の非難を受けたが、武臣政権下での不満を表現したものと見られる。呉世才の死後、李湛之が李奎報に加入を勧めたが、李奎報が拒絶した。